# Терти (полубоевая башня)
Терти (полубоевая башня) (чечен. Терти, Тертие) — памятник архитектуры и зодчества. Располагается в Малхистинском ущелье Чеченской Республики.

## Описание башни
В верхней части селения Терти на левом берегу ручья в ста метрах ниже мусульманского кладбища, расположена полубоевая четырёхъярусная башня. Она вытянута с юга на север и имеет размеры 9,3 × 7,8 м. Башня слегка сужается кверху и обращена фасадом на восток. Кровля утрачена.
Камни, из которых сложена стена, грубо отёсаны и связаны известковым раствором. Карниз из тонких сланцевых плит до настоящего времени не сохранился. Стены сохранили следы известковой обмазки. Горизонтальные уровни межъярусных перекрытий памятника подчёркнуты особой кладкой. Вход на второй ярус на северном фасаде защищён машикулем четвёртого яруса. Оковки башни имеют разный размер и связаны горизонтальными перемычками. Рядом с ними расположены небольшие квадратные бойницы.
Внутренние стены имеют грубую поверхность. Стены третьего яруса обмазаны глиной. В стенах сохранились квадратные гнёзда от горизонтальных деревянных балок, на которые опирались перекрытия. Двери и окна расположены в глубоких нишах с треугольными перемычками. Хозяйственные ниши имеют квадратную форму. Жилая башня стоит на пологом склоне в окружении руин хозяйственных построек.